# Матіньйонський палац
Матіньйонский палац, Отель Матіньйон (фр. hôtel Matignon) — офіційна резиденція прем'єр-міністра французького уряду, розташована за адресою вул. Варенн 57 (Varenne) в сьомому окрузі Парижа.

## Короткий опис
Палац нараховує 4 салони на нижньому поверсі: галерея Ради, жовтий салон, блакитний салон (для високопоставлених відвідувачів) і червоний салон. Робочий кабінет прем'єр-міністра знаходиться на верхньому поверсі: бюро, зал засідань, їдальня, кімната для куріння, а також його особисті апартаменти.

## Історія

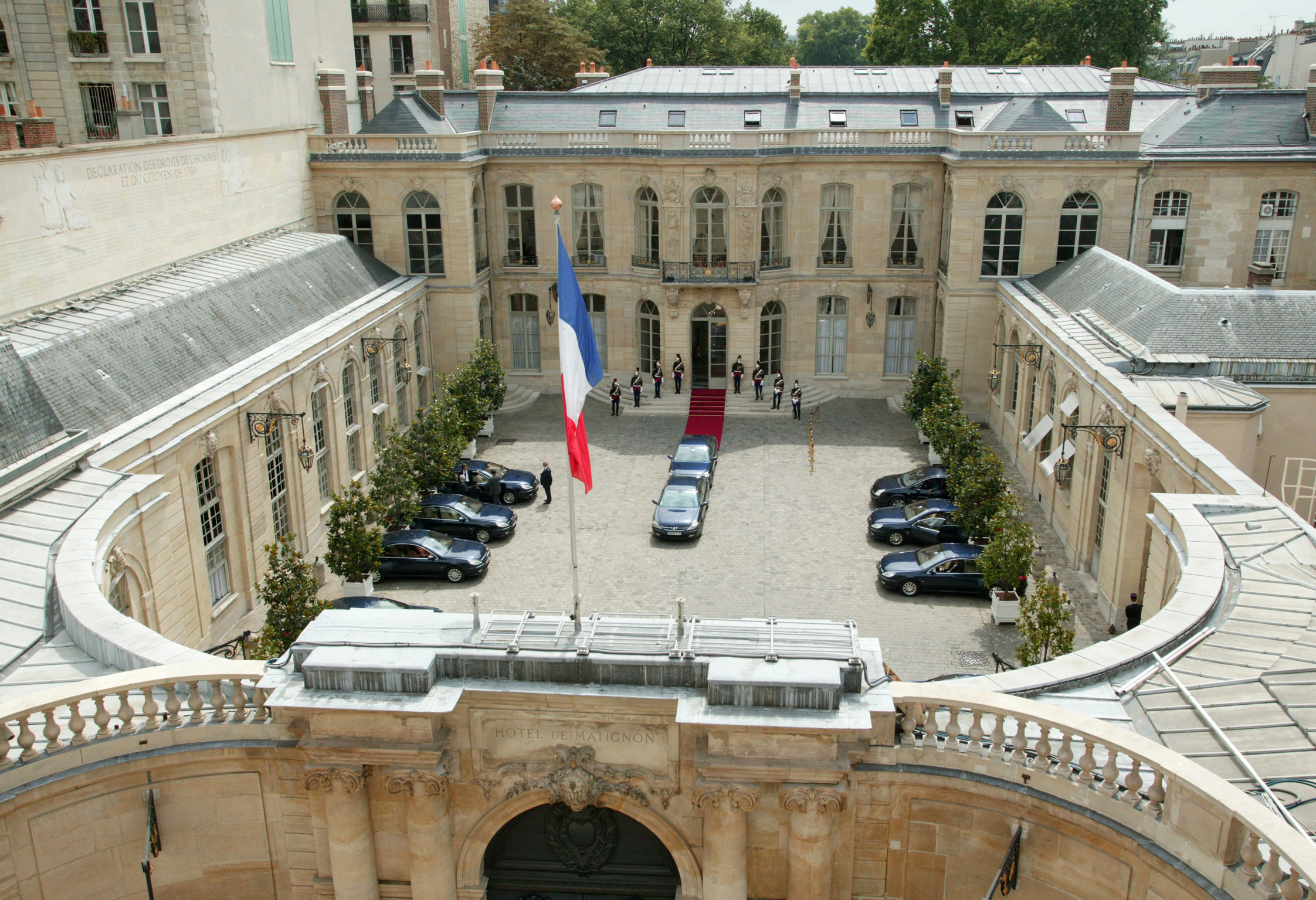
Матіньйонский палац

Біля будівлі багата історія. Його будівництво розпочалося у 1722 принц Тінгрі — молодший син маршала Люксембургу. Через брак фінансування він продав недобудовану резиденцію Жаку III де Гойон-Матіньйон. Йогo син Жак IV добудував палац і жив у ньому до тих пір, поки не успадкував престол князівства Монако.
У середині XVIII століття Матіньонскій палац займала його невістка, Марія Катерина Бріньоль-Салі, яка тут таємно зустрічалася з принцом Конде, який згодом став її чоловіком.
Після Матіньйонів палац змінив декілька власників, включаючи Талейрана і Наполеона, аж поки Людовик XVIII виміняв його на Єлисейський палац у Батільди Орлеанської, сестри Філіпа Еґаліте. Її племінниця, Аделаїда Орлеанська (сестра короля Луї-Філіпа), поселила в палаці черниць, потім здала його в оренду багатому американцю.
За часів Другої імперії палац придбав фінансист Раффаеле Феррарі, герцог де Гальєра. За заповітом його вдови, відомої філантропки, палац перейшов у власність Австро-Угорщини і став осідком австрійського посольства в Парижі.
Під час Першої світової війни Матіньйонський палац було націоналізовано як майно ворожої держави.

## Парк

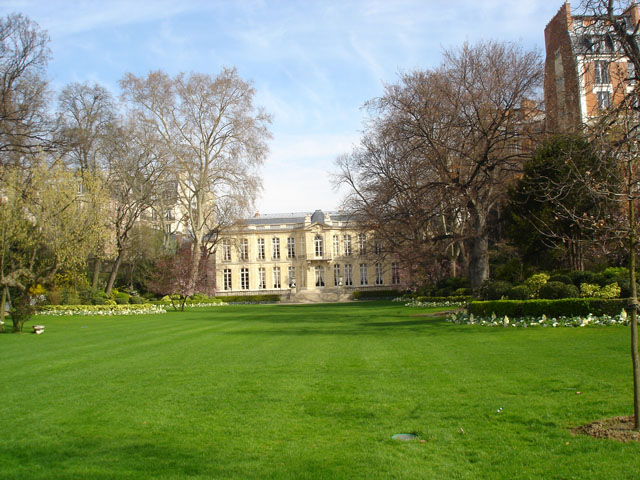
Палац і парк

Палац оточений парком площею 2,4 га, створеним в 1902 році Ашилем Дюшеном (Achille Duchêne). Це найбільший приватний сад у Парижі. У ньому об'єднані перспектива «а ля франсе» і спосіб насадження «а л'англе» (в англійському стилі). У парку висаджено до сотні різних сортів дерев і чагарників. З часів Раймона Барра (Raymond Barre), який посадив тут цукровий клен, виникла традиція посадки дерева кожним новим прем'єр-міністром (виняток — Жак Ширак):
- П'єр Моруа: угорський дуб
- Лоран Фабіус: болотний дуб
- Мішель Рокар: ликвидамбра смолоносний
- П'єр Береговуа: ліріодендрон тюльпановий
- Едіт Крессон: гінгко
- Едуар Балладюр: клен сріблястий
- Ален Жюппе: cercidiphyllum
- Ліонель Жоспен: в'яз
- Жан-П'єр Раффарен: залізне дерево
- Домінік де Вільпен: дуб черешчатий
- Франсуа Фійон: кизил (7 грудня 2007)